# Ngouemetag II
Ngouemetag II est un village du Cameroun situé dans le département du Haut-Nyong de la région de l'Est, précisément au niveau de la commune d'Atok de l'arrondissement Bebend.

## Population
En 2005, le village comptait 48 habitants, dont 22 sont des hommes et 26 des femmes.